# 艾伦·伍德曼
艾伦·伍德曼（英語：Allan Woodman，1899年3月11日—1963年4月17日），温尼伯人，加拿大前男子冰球运动员。他曾代表加拿大国家队参加1920年夏季奥林匹克运动会冰球比赛，获得一枚金牌。